# Faden-Fahnenbarsch
Der Faden-Fahnenbarsch (Nemanthias carberryi (Synonym: Emmelantias stigmapteron)) ist ein kleiner Meeresfisch, der im westlichen Indischen Ozean von der Küste von Ostafrika vom Golf von Aden im Norden bis Durban im Süden über die Küste von Madagaskar, die Seychellen und Malediven bis zum Chagos-Archipel vorkommt.

## Merkmale
Die Fischart erreicht eine Maximallänge von 13 cm und ist außergewöhnlich farbig, wobei die Männchen überwiegend violett und gelb gefärbt sind, während die Weibchen rosa, orange und gelb gefärbt sind. Der Körper ist etwa dreimal so lang wie hoch und die Kopflänge ist 3,2 bis 3,4 mal in der Standardlänge enthalten. Die Rückenflosse ist durchgehend mit 11 Flossenstacheln, von denen die ersten zwei bei Exemplaren, die länger als 3 cm sind, verlängert und flexibel sind. Rücken- und Afterflosse sind unbeschuppt. Die Schwanzflosse ist gegabelt und wird von 13 verzweigten Flossenstrahlen gestützt. Die Kiemenreusenstrahlen sind lang und zahlreich. Die Oberlippe ist an ihrer Spitze verdickt. Der Oberkiefer ist mit einer äußeren Reihe größerer Zähne und einer inneren Reihe kleiner, bürstenförmiger Zähne besetzt. An der Spitze des Oberkiefers befinden sich auf beiden Seiten je zwei größere Fangzähne. Der Unterkiefer verfügt über eine Reihe kleiner Zähne, je zwei größere, gebogenen Fangzahn auf jeder Seite, von denen einer nach außen gebogenen ist. Auch der Gaumen (Palatinum und Vomer) ist bezahnt. Die Maxillare ist beschuppt. Eine Supramaxillare (ein kleiner Kieferknochen) fehlt.
- Flossenformel: Dorsale XI/16–17, Anale III/7, Pectorale 20–21.
- Schuppenformel: SL 50–53.
- Kiemenreusenstrahlen: (9–11) + (24–26).

Jungfische haben noch 12 Rückenflossenstrahlen. Der erste ist klein und verschwindet mit fortlaufendem Wachstum.

## Lebensweise und Gefährdung
Der Faden-Fahnenbarsch lebt in Schwärmen in Außenriffen in Tiefen von 4 bis 30 Metern. Die IUCN stuft die Art als ungefährdet ein.

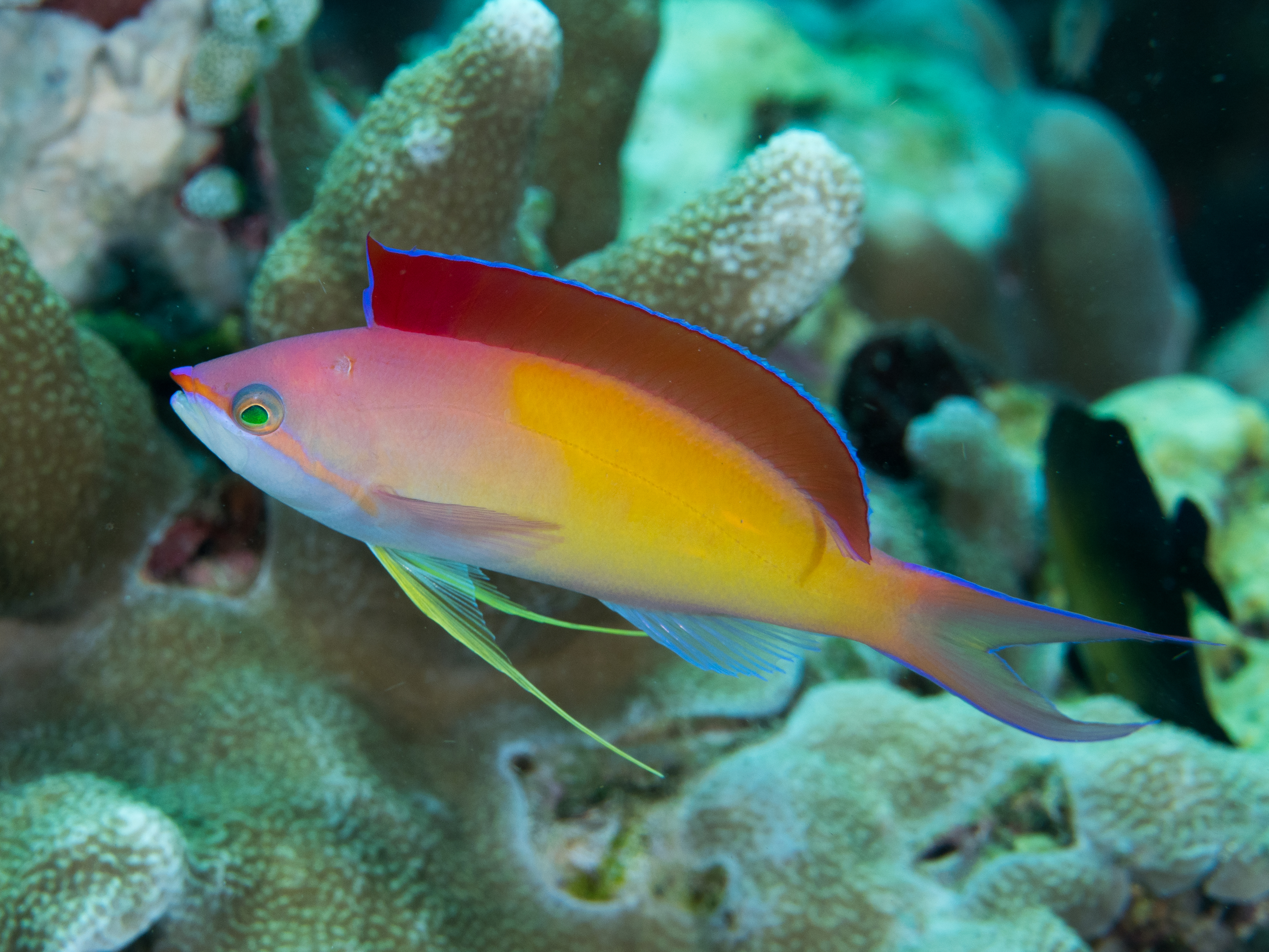
Sichel-Fahnenbarsch (Nemanthias dispar)

## Systematik
Der Faden-Fahnenbarsch wurde im Jahr 1954 durch den südafrikanischen Ichthyologen James Leonard Brierley Smith erstmals wissenschaftlich beschrieben und dabei einer eigenen, monotypischen Gattung zugeordnet. Die Art ist jedoch sehr nah mit dem Sichel-Fahnenbarsch (Pseudanthias dispar) und dem Zweifarben-Fahnenbarsch (Pseudanthias bicolor) verwandt. Im Januar 2022 veröffentlichte der australische Ichthyologe Anthony Gill eine Neubeschreibung der Gattung, die jetzt nicht mehr monotypisch ist, sondern sechs Arten enthält.

## Belege
1. 1 2  Nemanthias carberryi in der Roten Liste gefährdeter Arten der IUCN 2018. Eingestellt von: Obota, C., Borsa, P., Carpenter, K.E., Jiddawi, N., Smith-Vaniz, W.F. & Yahya, S., 2017. Abgerufen am 1. Februar 2021.
2. 1 2 3 4  Phillip C. Heemstra und John E. Randall, 1986. Serranidae. S. 509–537. in M.M. Smith und P.C. Heemstra (Hrsg.) Smiths' sea fishes. Springer-Verlag, Berlin. ISBN 978-3540168515, S. 513 u. 514.
3. 1 2 3  Faden-Fahnenbarsch auf Fishbase.org (englisch)
4. ↑  James L. B. Smith: Two interesting new anthiid fishes from East Africa. Annals and Magazine of Natural History (Series 12) V. 7 (Nr. 73) (art. 1): 1–6. doi: 10.1080/00222935408651683
5. ↑  Anthony C. Gill, Pogonoski, J.J., Johnson, J.W. & Tea, Y.-K. (2021): Three new species of Australian anthiadine fishes, with comments on the monophyly of Pseudanthias Bleeker (Teleostei: Serranidae). Zootaxa, 4996 (1): 49–82. DOI: 10.11646/zootaxa.4996.1.2
6. ↑  Anthony C. Gill. (2022). Revised definitions of the anthiadine fish genera Mirolabrichthys Herre and Nemanthias Smith, with description of a new genus (Teleostei: Serranidae). Zootaxa, 5092(1), 41–66. doi: 10.11646/zootaxa.5092.1.2